# Bombardement de Shimonoseki

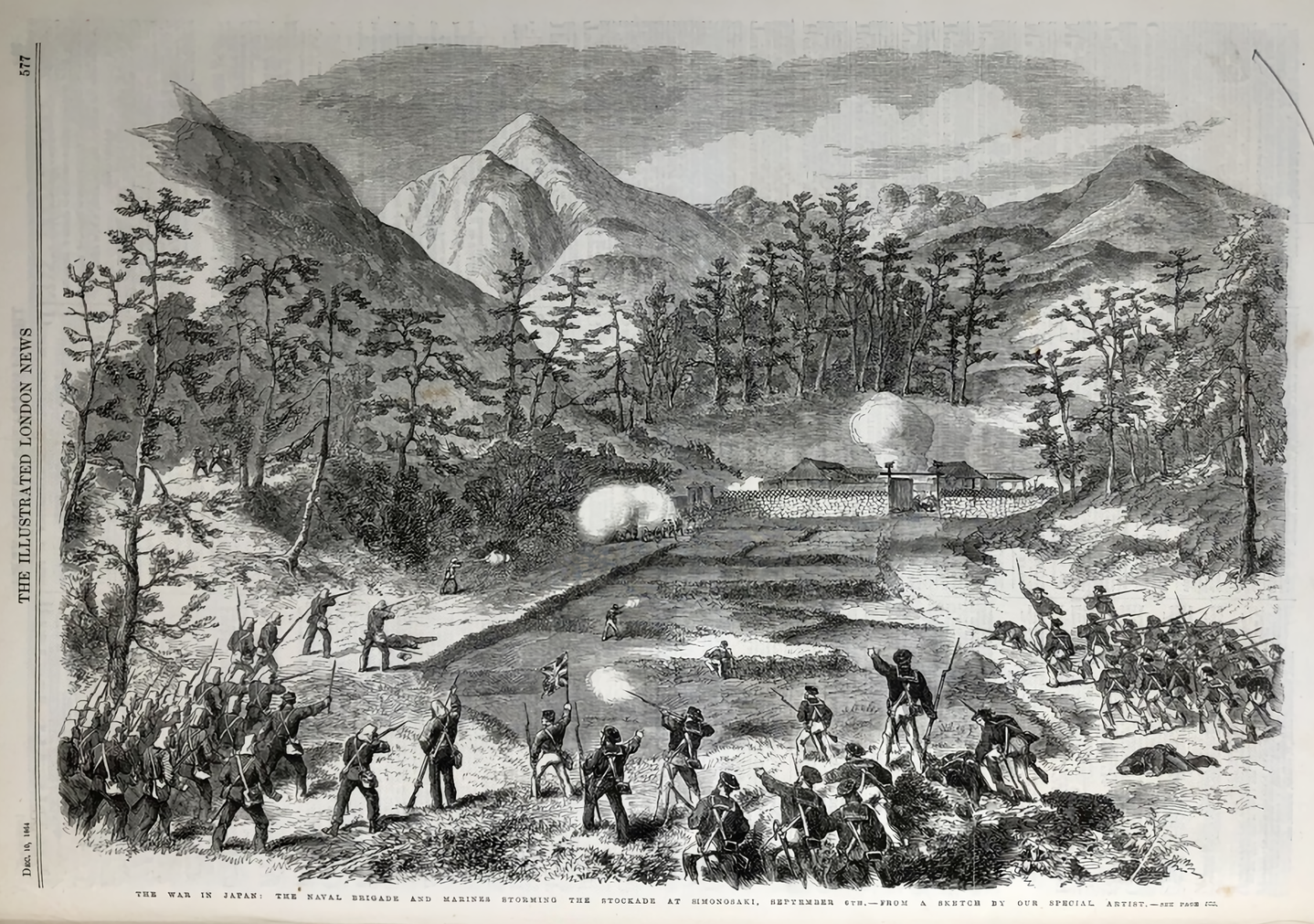
La marine britannique prenant d'assaut une barricade à Shimonoseki (The Illustrated London News, décembre 1864)

Le bombardement de Shimonoseki (下関戦争, Shimonoseki sensō, la guerre de Shimonoseki) de septembre 1864 fut une attaque de la ville de Shimonoseki (Japon) par les forces navales britanniques, hollandaises, françaises et américaines. Elle eut lieu après la bataille de Shimonoseki du 16 juillet 1863.
Le clan de Chōshū menait des attaques répétées contre les navires étrangers qui passaient à travers le détroit de Kanmon entre les îles de Honshū et de Kyūshū. Ce faisant, ils suivaient le décret impérial de 1863 qui avait pour but d’expulser les « barbares » étrangers (尊皇攘夷, Sonnō jōi, « Révérez l’Empereur, expulsez les barbares »). En représailles, huit navires de guerre de la marine britannique, quatre de la Marine royale néerlandaise, trois de la marine française dont le Dupleix et l'aviso le Tancrède et un de la marine des États-Unis bombardèrent les forts de Chōshū le 5 septembre 1864. Le lendemain, l'opération se complète par la mise à terre du corps de débarquement se composant de 1 200 Britanniques, 350 Français et 250 Néerlandais qui occupent alors les ouvrages de défense.
Le but de cette opération était d’assurer le libre passage des navires étrangers à travers les détroits de la région : en effet ceux-ci constituaient la route maritime la plus rapide reliant Nagasaki à Ōsaka et Edo (l'ancien nom de Tokyo). Une armée débarqua pour achever de détruire les positions fortifiées et Chōshū capitula rapidement.
On peut trouver un témoignage de cet événement dans A Diplomat in Japan de Sir Ernest Satow. Ce dernier était alors un jeune interprète au service de l’amiral britannique Sir Augustus Leopold Kuper du navire HMS Euryalus. En outre, ce fut également cette action d’éclat qui valut à Duncan Gordon Boyes sa croix de Victoria à l’âge de dix-sept ans. Satow décrivit Boyes comme ayant reçu cette distinction « pour conduite courageuse pour quelqu’un de si jeune ». Thomas Pride (en) reçut également la croix de Victoria pour ses actions à Shimonoseki, ainsi que William Seeley, faisant de ce dernier le troisième Américain à avoir obtenu cette distinction.
À la fin des hostilités, les forces alliées demandèrent également une indemnisation.
On peut trouver des répliques des canons utilisés par les gens de Chōshū à Shimonoseki, là où ils furent initialement capturés. Elles y furent installées par la ville de Shimonoseki en 2004 en reconnaissance de l’importance du bombardement dans l’histoire du Japon.

### articles connexes
- Intervention française dans le Bakumatsu